# Philippe Boccara
Philippe Boccara, född den 6 juli 1959 i Le Mans, Frankrike, är en fransk och därefter amerikansk kanotist.
Han tog OS-brons i K-4 1000 meter i samband med de olympiska kanottävlingarna 1984 i Los Angeles.